# Quintana del Pidio
Quintana del Pidio és un municipi de la província de Burgos a la comunitat autònoma de Castella i Lleó. Forma part de la comarca de Ribera del Duero. Limita amb Gumiel de Mercado, Gumiel de Izán i Aranda de Duero.

## Demografia
| 1991 | 1996 | 2001 | 2004 |
| ---- | ---- | ---- | ---- |
| 215  | 192  | 181  | 180  |